# Gende (La Lama)
Gende (oficialmente, en gallego, Xende) es una parroquia gallega del municipio de La Lama en la provincia de Pontevedra (España). 
La parroquia eclesiástica de San Pablo de Gende forma parte del arciprestrazgo de Oitavén, en la diócesis de Tuy-Vigo.

## Geografía
Dista 3,5 km de la capital municipal (La Lama) y se comunican por una carretera comarcal.
Gende delimita por las de Antas al norte, Gajate y Cortejada por el sur, Giesta por el este y La Lama y Gajate por el oeste.
Las zonas de la parroquia son Aldea (A Aldea), Baralla (A Baralla), Carreiras, Catadoiro (O Catadoiro) (Viven Os Capadoiros), Igrexa (A Igrexa), Paradela (A Paradela) y Veiga do Muiño (A Veiga do Muíño).

## Orografía
El río Xesta (salto de agua) y el río Oitavén, los montes Alto das Fontiñas (672 m), Couto do Carro (649 m) y Casavella (725 m) son sus principales accidentes geográficos.